# Гликозиды

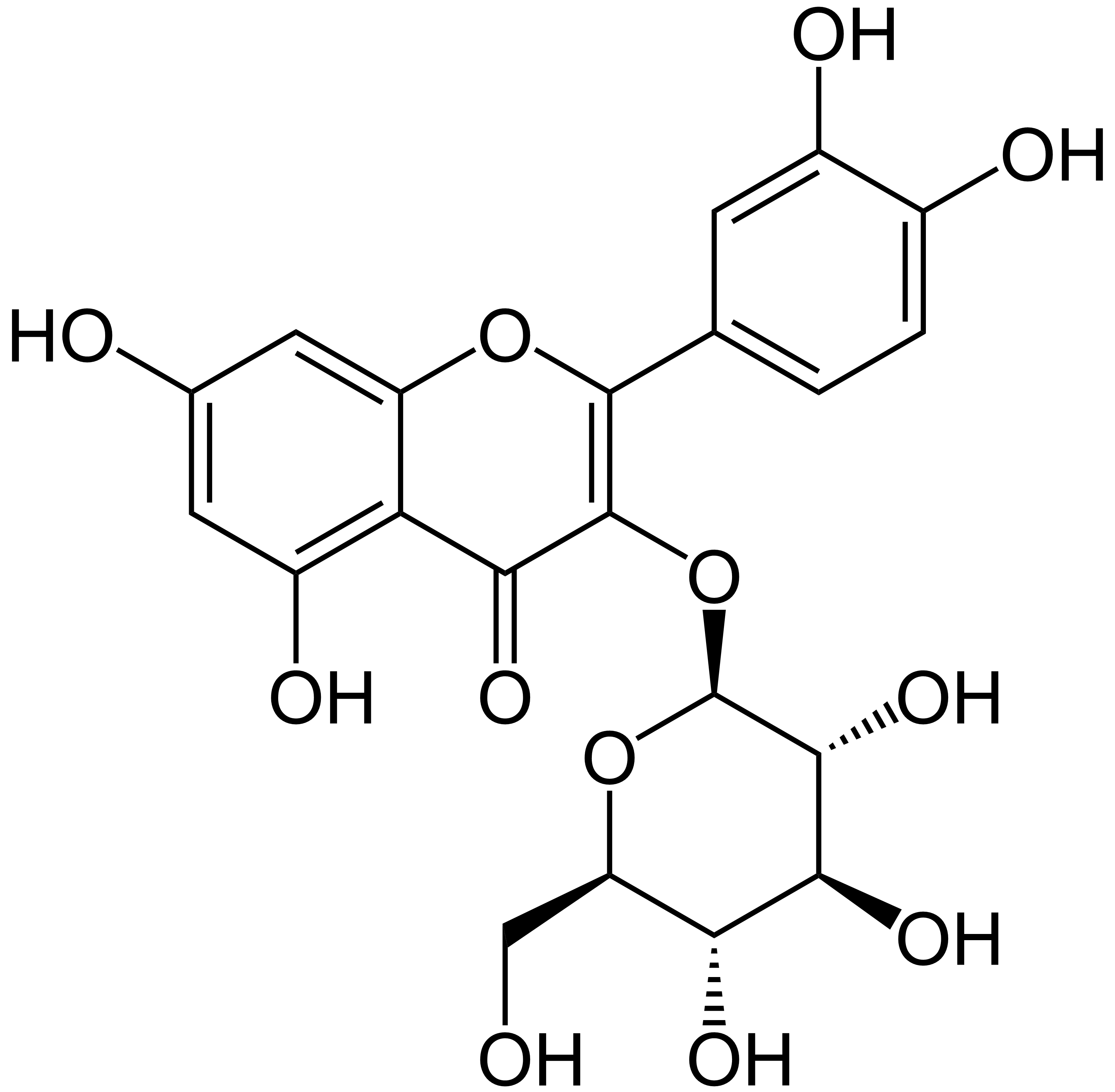
Гликозид кверцетина

Гликози́ды — органические соединения, молекулы которых состоят из двух частей: углеводного (пиранозидного или фуранозидного) остатка и неуглеводного фрагмента (т. н. агликона). В качестве гликозидов в более общем смысле могут рассматриваться и углеводы, состоящие из двух или более моносахаридных остатков. Преимущественно кристаллические, реже аморфные вещества, хорошо растворимые в воде и спирте.

Гликозиды представляют собой обширную группу органических веществ, встречающихся в растительном (реже в животном) мире и/или получаемых синтетическим путём. При кислотном, щелочном, ферментативном гидролизе они расщепляются на два или несколько компонентов — агликон и углевод (или несколько углеводов). Многие из гликозидов токсичны или обладают сильным физиологическим действием, например, гликозиды наперстянки, строфанта и другие.
Своё название гликозиды получили от греческих слов glykys — сладкий и eidos — вид, поскольку они при гидролизе распадаются на сахаристую и несахаристую часть. Чаще всего гликозиды встречаются в листьях и цветках растений, реже в других органах. В состав гликозидов входят углерод, водород, кислород, реже азот (амигдалин) и только некоторые содержат серу (синальбин, мирозин).

## История изучения
Растения, содержащие гликозиды, привлекали к себе внимание ещё со времён глубокой древности. Так, египтяне и римляне применяли морской лук (Drimia maritima) для возбуждения сердечной деятельности. Препараты из семян и коры строфанта (Strophantus hispidus) использовались не только для возбуждения сердечной деятельности, но и для отравления стрел. Применение наперстянки (Digitalis purpurea) для лечения водянки было известно уже в 1785 году, когда В. Уитеринг впервые внедрил её в практическую медицину.
Первые попытки изучения веществ, выделенных из листьев наперстянки, относятся к 1809 году. В 1841 году из той же наперстянки была выделена смесь веществ, названная дигиталином; ещё ранее из миндаля П. Робике (1830 г.) выделил амигдалин.
В 1869 г. Нативелл выделил из наперстянки достаточно чистый дигитоксин. В 1889—1892 гг. Е. А. Шацкий опубликовал ряд работ, относящихся к гликозидам и алкалоидам. Особое развитие химия гликозидов, однако, получила с 1915 г., когда были опубликованы исследования Виндауса, Джекобса, Штоля и Чеше и др. в области сердечных гликозидов.
Из российских работ известны исследования Н. Н. Зинина о масле горьких миндалей (горьких гликозидах), Лемана о периплоцине, Куррота о ряде гликозидов, А. Е. Чичибабина, впервые получившего в 1913 г. синтетический амигдалин.

## Химические и физические свойства
С химической стороны гликозиды представляют собой эфиры сахаров, не дающие карбонильных реакций, из чего следует, что карбонильная группа сахаров у них связана с агликоном, аналогично алкилгликозидам синтетических гликозидов.
В молекулах гликозидов остатки сахаров связаны с агликоном, который является фармакологически активной частью гликозида, через атом О, N или S.
В состав агликонов входят большей частью гидроксильные производные алифатического или ароматического рядов. Строение многих природных гликозидов недостаточно изучено.
При взаимодействии сахаров со спиртами, меркаптанами, фенолами и другими веществами в присутствии соляной кислоты получены синтетические гликозиды. Такого рода соединения особенно легко образуются при взаимодействии гидроксильных или иных производных с ацетохлор- или ацетобромглюкозой.
В том случае, когда при гидролизе гликозидов образуется глюкоза, такие соединения принято называть глюкозидами, при образовании других сахаров — гликозидами.
Гликозиды представляют собой твёрдые, не летучие, большей частью хорошо кристаллизующиеся, реже аморфные вещества, легко растворимые в воде и в спирте. Водные растворы гликозидов имеют нейтральную реакцию.
Хотя расщепление их на сахара и агликоны происходит очень легко, известны и такие гликозиды (сапонины), которые не разлагаются даже разбавленными кислотами (H2SO4) при длительном нагревании. При расщеплении гликозидов ферментами наблюдается известная избирательность; только определённый фермент способен разлагать тот или иной гликозид. Реже один фермент расщепляет несколько гликозидов, например, эмульсин расщепляет не только амигдалин, но и салицин, эскулин, кониферин и некоторые другие гликозиды, но не расщепляет синигрина. Фермент дрожжей расщепляет амигдалин до прунозина, напротив, эмульсин разлагает его до бензальдегидциангидрина.
Гидролизующее действие ферментов тесно связано со строением молекулы гликозида и асимметрией углеродных атомов сахаров. Так, например, правовращающий α-метилглюкозид расщепляется инвертином, в то время как его левовращающий изомер при этом не изменяется, напротив, β-метил-глюкозид расщепляется эмульсином, не действуя на α-изомер. Природные гликозиды, расщепляемые эмульсином, обладают левым вращением.
Частичное расщепление гликозидов происходит отчасти в самом растении, поскольку энзим, находящийся в нём (хотя и в разных клетках), приходит иногда с ним в контакт. То же, при известных обстоятельствах, происходит при высушивании растений или изолировании из них гликозидов. Поэтому часто гликозиды, полученные из высушенных растений, резко отличаются от гликозидов, находящихся в свежем растении. В высушенном растении ферменты обычно не проявляют своего гидролитического действия, но при увлажнении водой, особенно при 35—50 °C, происходит интенсивная реакция гидролиза. При низкой температуре, в присутствии влаги, действие ферментов замедляется, а при 0 °C почти не обнаруживается. Выше 70 °C, напротив, происходит инактивация и разрушение ферментов.
В близкой связи с глюкозидами, то есть эфирами глюкозы, находятся пентозиды или рамнозиды, которые при гидролизе, наряду с агликонами, образуют рамнозу (например, франгулин, кверцетин), рамноглюкозиды, которые при гидролизе образуют рамнозу, глюкозу и другие сахара (например, рутин, гесперидин).

## Классификация гликозидов

Кумарин

Ранее весьма распространённая ботаническая классификация используется в настоящее время лишь для гликозидов неустановленного строения. Фармакологическая классификация, основанная на биологическом действии гликозидов, также не удержалась. Наиболее целесообразна химическая классификация, основанная на химическом строении агликонов или сахаров, образующихся при гидролизе гликозидов. В этом случае гликозиды получают название сахаров с прибавлением суффикса «ид». Так, гликозиды, отщепляющие пентозу, называются пентозидами, отщепляющие гексозу — гексозидами. Последние, в свою очередь, делятся на подгруппы, например, отщепляющие глюкозу называются глюкозидами, отщепляющие фруктозу или галактозу — фруктозидами, галактозидами и так далее.
Химическая классификация, основанная на природе наиболее характерных группировок агликонов:

Антрахинон

1. Цианогенные или цианофорные гликозиды — образующие при гидролизе цианистоводородную кислоту; например амигдалин, пруназин.
2. Фенолгликозиды — содержащие фенольную группу или образующие её при гидролизе.
3. Гликозиды группы кумарина. Гликозиды эти широко распространены в природе; к ним относятся, к примеру, кумариновый гликозид, скиммин, эскулин, дафнин, фраксин. Все они при гидролизе распадаются на кумарин и сахар.
4. Оксиантрахиноновые гликозиды — широко распространены в природе; они большей частью окрашены в красный или жёлтый цвета. К ним относятся многие слабительные, например ревень, сенна, крушина, алоэ, содержащие производные оксиантрахинона. При гидролизе они распадаются на ди-, триоксиантрахиноны и сахар.
5. Гликосинапиды — гликозиды, содержащие серу. Большей частью они встречаются среди крестоцветных. При гидролизе они при участии фермента мирозина образуют горчичное (эфирное) масло.
6. Сердечные гликозиды, содержащие в агликоне пергидроциклопентанофенантреновую структуру и характерный для данных гликозидов пятичленный (лактонный) цикл, наряду с ангулярной метильной или альдегидной группой при C10.
7. Цереброзиды, получаемые из мозгов животных; они являются d-галактозидами сфингозина.
8. Фитостеролины — являющиеся гликозидами стеринов (они широко распространены в природе, но мало исследованы).

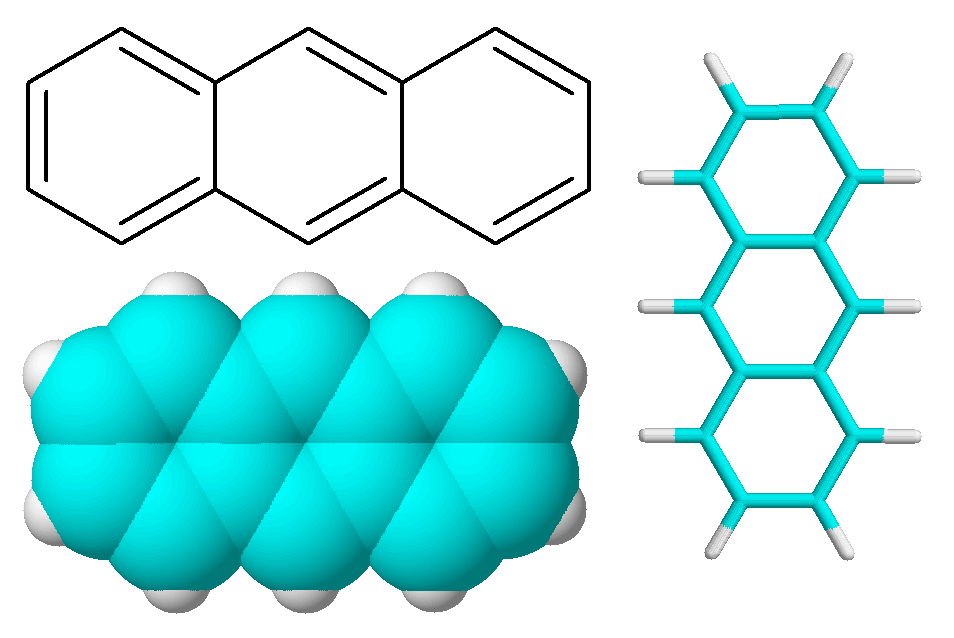
Антрацен

Согласно другой классификации, в зависимости от природы атомов, формирующих связь с агликоном, различают:
- O-гликозиды: -O-HH-O-C6H11O5
- C-гликозиды: -C-HH-O-C6H11O5
- N-гликозиды: -N-HH-O-C6H11O5
- S-гликозиды: -S-HH-O-C6H11O5

В зависимости от химической природы агликона лекарственные O-гликозиды делятся на группы:
- Цианогенные гликозиды
- Сердечные гликозиды
- Сапонины (тритерпеновые и стероидные соединения)
- Антрагликозиды (антрацен)
- Гликозиды-горечи

## Образование гликозидов в растениях и их роль
Роль и значение гликозидов в растениях выяснена недостаточно. Хотя гликозиды обладают различным химическим составом, соединения с меньшим молекулярным весом значительно чаще встречаются в природе. Так, например, фазеолюнатин (или лимарин), содержащийся в фасоли, найден среди семейств лютиковых, лилейных, молочайных.
Ещё более распространены в природе гликозиды ароматической природы, являющиеся фенолами или эфирами фенолов, например арбутин, метиларбутин, кониферин.
Близок кониферину и гесперидин, который можно рассматривать как халкон, «родственно» связанный с антоцианами и флавонами. Образование простейшего халкона можно рассматривать как конденсацию ацетофенона с бензальдегидом.

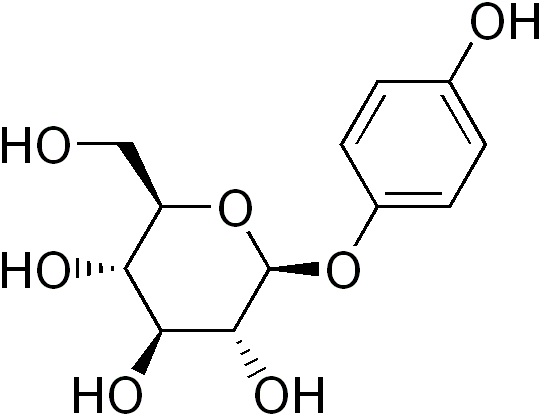
Арбутин

Под влиянием окислителей халкон способен циклизоваться с потерей двух атомов водорода и образованием флавонов. Последние в виде соединений с d-глюкозой или рамнозой встречаются в клеточном соке многих растений; они способны поглощать ультрафиолетовые лучи и предохранять хлорофилл в клетках растений от разрушения.
Из других классов органических соединений известны производные ализарина, образующие с двумя частицами глюкозы руберитриновую кислоту, являющуюся красящим веществом марены. Сюда же относится и франгулин (рамнозид), являющийся производным аглюкона эмодина (1,6,8-триокси-З-метилантрахинона).

Алоэ-эмодин

Что касается других гликозидов, то за исключением стероидных (сердечных гликозидов) их роль выяснена недостаточно. Среди однодольных найдены представители, обладающие токсическим действием, например авенеин — C14H10O8, акорин — C36H60O8; среди двудольных — гликозиды перца, водяного перца, некоторые из них, как, например, сем. Leguminosae, обладают токсическим действием.
Некоторые гликозиды, например семейства Loganiceae, содержат азот и представляют как бы переход к алкалоидам. В их состав входят пуриновые и пиримидиновые производные, играющие важную роль во внутритканевых дыхательных процессах; к ним относится и d-рибозид гуанина, известный под названием вернина. Он обнаружен в ростках различных растений, в соке сахарной свеклы, в пыльце лесного ореха и сосны.
Гликозиды не рассеяны беспорядочно, а подобно алкалоидам или эфирным маслам играют важную роль в жизнедеятельности растений. Исследование флавонов с этой точки зрения показало, что они ускоряют реакцию между перекисью водорода, пероксидазой и аскорбиновой кислотой, превращая последнюю в дегидроаскорбиновую кислоту.
Найдено, что флавоны катализируют реакцию окисления в 50−100 раз энергичнее, нежели пирокатехин.
Выделяющаяся при дыхании растений энергия потребляется в различных эндотермических процессах синтеза; за счёт этой энергии и происходит синтез органических кислот у суккулентов.
Что касается стероидных гликозидов, то, по мнению Розенгейма, они образуются из углеводов. Виланд, напротив, считает, что материнским веществом стеринов является олеиновая кислота, которая при биологических процессах превращается в цибетон, окисляющийся и одновременно формирующийся в диметилгексагидроцибетон. Робинзон связывает стерины со скваленом, который близок терпенам и каротиноидам. Нейберг допускает образование стеринов из углеводов; при биохимических расщеплениях из них выделен ликопин и продукты его моно- и бициклической конденсации. Поскольку асафрон, образующийся при расщеплении каротина при циклизации и гидрировании превращается в тетрациклическую кислоту, родственную холановой, можно допустить, что стерины действительно образуются из углеводов.

## Выделение гликозидов из растений
Методы выделения гликозидов из растений весьма разнообразны и зависят от природы гликозидов и их отношения к растворителям. Часто выделение связано с большими трудностями ввиду их лёгкой разлагаемости. Обычно при выделении гликозидов исключают применение кислот и щелочей, а также ферментов, разлагающих гликозиды. Для этой цели растение подвергают обработке спиртом в присутствии щелочных агентов (соды, поташа и др.) и затем извлечению подходящими растворителями (водой, спиртом, эфиром, хлороформом, дихлорэтаном, этилацетатом и др.) при соответствующей температуре. Иногда гликозиды переводят в нерастворимые, легко поддающиеся очистке соединения и затем их разлагают с целью выделения в чистом виде.
Измельченный растительный материал подвергают экстракции в диффузорах (перколяторах) и затем очистке, с целью удаления дубильных, красящих, слизистых, белковых и других веществ, получивших название «балластных».
Ввиду обычно малого содержания гликозидов в растениях, часто ограничиваются выделением не индивидуальных веществ, а их смесей в виде водных растворов, стандартизованных по биологическому действию на животных. Такие препараты получили название неогаленовых или новогаленовых. Обычно в 1 мл такого раствора содержится определённое количество гликозидов, выраженных в единицах действия (ЕД). Так, например, активность гликозидов сердечной группы выражают в лягушечьих (ЛЕД) или кошачьих (КЕД) единицах, характеризующих наименьшее количество вещества, проявляющее биологическое действие на животных. Естественно, в случае возможности выражения активности гликозидов в весовых единицах последние выражаются в граммах (или миллиграммах).
Особенно большие трудности возникают при исследовании растений с целью поисков гликозидов. При этом используют два основных направления: «свинцовый метод» или дифференциальную последовательную экстракцию. «Свинцовый метод» основан на выделении составных частей растения в виде свинцовых солей и разделении последних по их различной растворимости в тех или иных растворителях.
При дифференциальной экстракции производят последовательное извлечение растительного материала различными растворителями и химикатами и изучение каждого из экстрактов.

## Качественные реакции гликозидов
Гликозиды различно относятся к химическим агентам. В отличие от алкалоидов они обычно не дают специфических реакций; они не восстанавливают ни раствора Фелинга, ни аммиачного раствора окиси серебра. Исключение составляют те гликозиды, агликоны которых содержат редуцирующие группы. После гидролиза гликозида кипячением водного раствора с разбавленным раствором серной кислоты образующийся сахар обнаруживают по редуцирующей способности раствором Фелинга.
Более общим является ферментативное расщепление, позволяющее не только установить присутствие гликозида, но и доказать идентичность его сравнением с заведомо известным. Чаще всего это производят с помощью фермента эмульсина. Все такие гликозиды обладают в водных растворах левым вращением, в то время как глюкоза, образующаяся в результате гидролиза, обладает правым вращением. На основании этих двух положений каждый гликозид характеризуют свойственным ему энзимолитическим индексом восстановления. Под этим индексом подразумевают содержание глюкозы, выраженное в миллиграммах в 100 мл испытуемого раствора, образующейся при расщеплении гликозида в количестве, требуемом для изменения вращения вправо на 1° в трубке длиной 20 см.
Цветные реакции гликозидов обычно пригодны лишь при отсутствии свободных сахаров. Так, многие гликозиды с очищенной бычьей желчью и серной кислотой дают красное окрашивание, равным образом спиртовой 20%-ный раствор α-нафтола с концентрированной серной кислотой даёт синее, фиолетовое или красное окрашивание. Подобная окраска возникает и в случае применения β-нафтола или резорцина. Гликозиды, содержащие в качестве агликона фенол или соединения с фенольным гидроксилом, дают окраску с хлорным железом. С некоторыми гликозидами реакция протекает более отчётливо при применении спиртовых растворов реактива.
Гликозиды, агликоны которых содержат карбонильную группу, идентифицируют в виде гидразонов, семикарбазонов или оксимов. При осторожном ацетилировании уксусным ангидридом многие глюкозиды дают характерные ацетильные производные. Действие ацетилирующей смеси иногда используют и для открытия глюкозы как сахарного компонента гликозида. Открытие её основано на превращении полученной при ацетилировании пентаацетилглюкозы в пентаацетилглюкозил-п-толуидид при действии п-толуидина. Это соединение не растворимо в спирте, имеет левое вращение и обладает резкой температурой плавления.

## Методы количественного определения гликозидов
Количественное определение гликозидов имеет значение при исследовании растительного материала и главным образом лекарственного сырья.
Определение гликозидов весовым путём после извлечения его растворителями весьма затруднительно, так как необходимо предварительное его выделение из растительного материала в достаточно чистом виде. Поэтому в ряде случаев целесообразно определение количества агликона, образующегося при гидролизе. Так, количество синигрина в горчице или горчичниках определяется аргентометрически или йодометрически по количеству отщепленного и отогнанного аллилгорчичного масла.
Гликозиды, содержащие цианистый водород, также могут быть определены по количеству последнего после расщепления и отгонки.
Во многих случаях количество гликозида может быть определено на основании изменения угла вращения после ферментативного расщепления.
В некоторых случаях определяют флуоресценцию, характерную для того или иного гликозида, путём сравнения с заведомо известным гликозидом.